# Calea ferată Lugoj–Ilia
Calea ferată Lugoj-Ilia este o magistrală secundară de cale ferată (magistrala CFR 212) care leagă municipiul Lugoj de Ilia. Are o lungime totală de 83 km. A fost dată în folosință la 17 septembrie 1898.

## Galerie

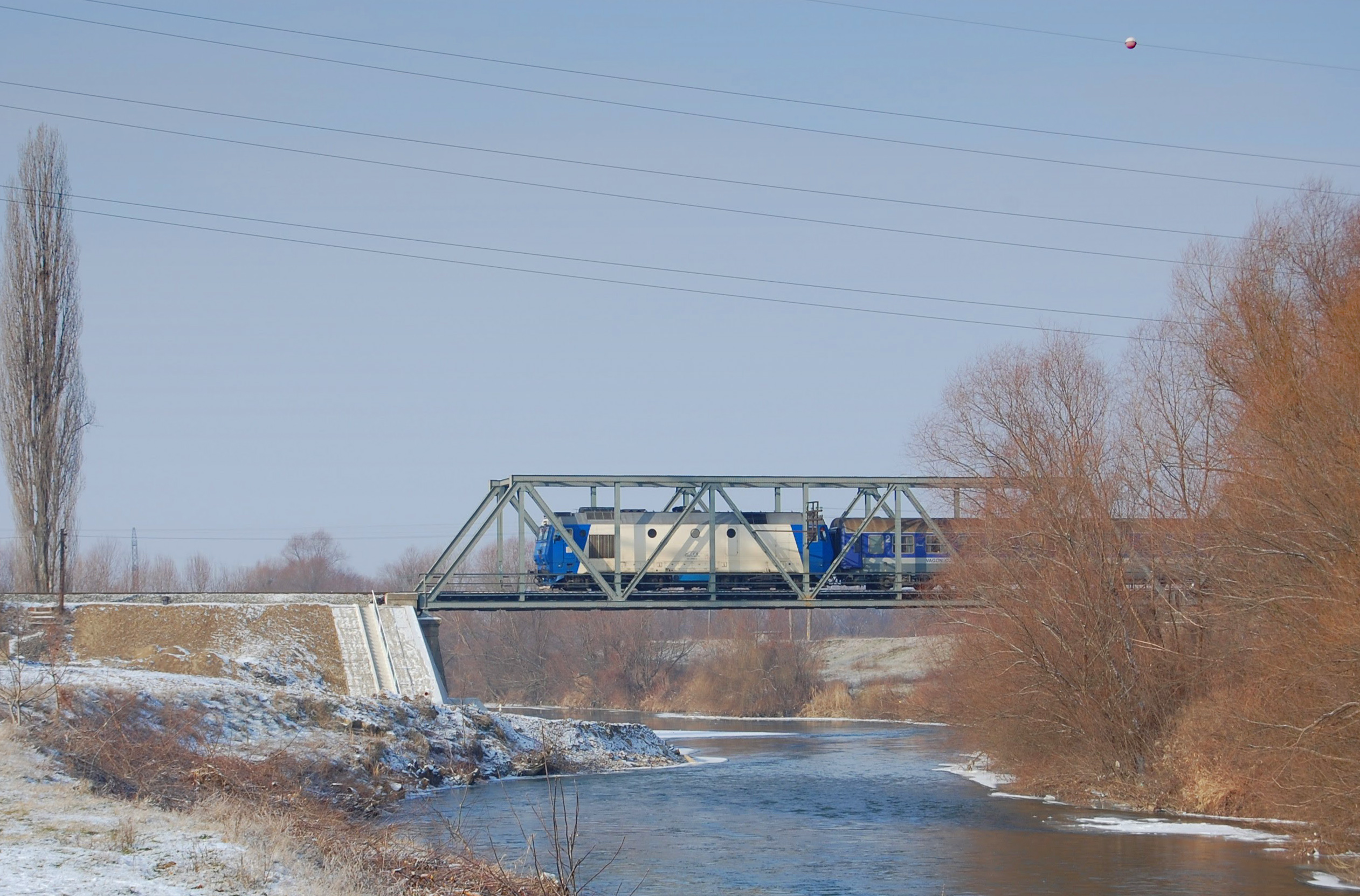
Podul feroviar din Lugoj (ianuarie 2009)
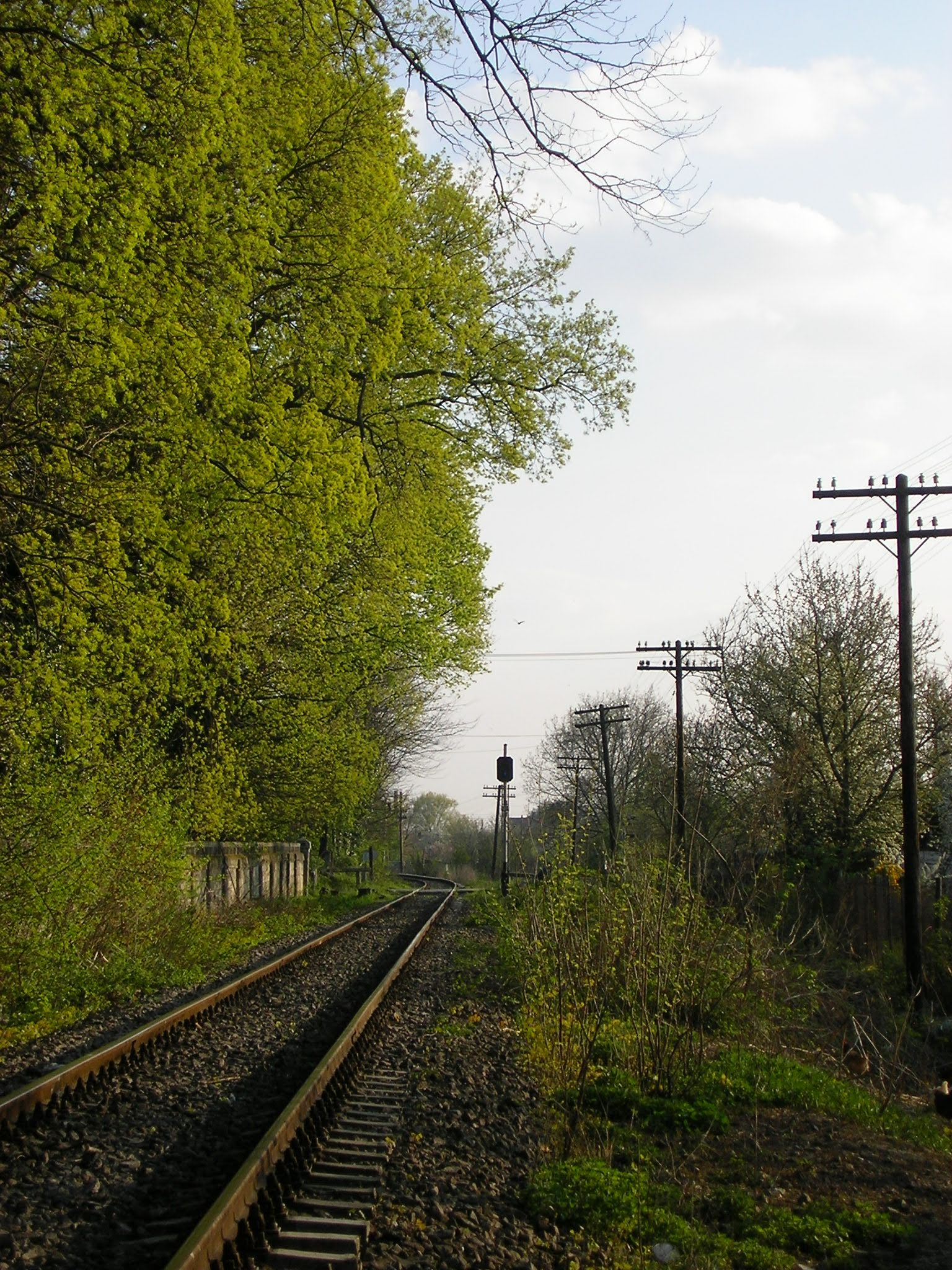
Magistrala Lugoj-Ilia, porțiunea de lângă Spitalul Municipal Lugoj (aprilie 2007)